# Голдберг, Идо
Идо Голдберг (англ. Iddo Goldberg; род. 5 августа 1975, Хайфа, Израиль) — британский актер. Наибольшую известность ему принесла роль Бена в нашумевшем сериале «Тайный дневник девушки по вызову». Также актёр снимался в таких известных телесериалах как «Менталист», «Молокососы», «Острые козырьки», «Салем», «Сквозь снег».

## Биография и личная жизнь
Идо Голдберг родился 5 августа 1975 в Тель-Авиве, Израиль, и в возрасте десяти лет вместе с семьей переехал в Лондон.
Впервые на экране он появился в 1984 году, в известном сериале «Чисто английское убийство».
17 июня 2012 года актёр женился на своей подруге и коллеге по сериалу «Тайный дневник девушки по вызову», Эшли Мадекве, наиболее известной по роли Эшли Дэвенпорт в телесериале «Месть».